# Monti della Pieria
Il Monti della Pieria o Monti Pieri (greco: Πιέρια Όρη) sono una catena montuosa della Macedonia Centrale nel nord della Grecia. È una montagna alta 1.201 m. della Macedonia Centrale nel nord-est della Grecia. Sono poste al confine fra le prefetture di Emazia, Pieria e Kozani. La cima più alta della catena è il monte Flampouro a 2.193 m.
Geograficamente i monti della Piera costituiscono un prolungamento verso nord del Monte Olimpo.
Sul versante occidentale, a circa 1650 m. di altitudine si trova il rifugio di Sarakatsana. Sul versante orientale, a circa 780 m di altitudine, si trova il villaggio di Elatochori, dove nel 2001 è stato aperto un centro sciistico molto frequentato. Sul versante nord ovest, dove i monti terminano nella pianura dell'Emazia, si trova il villaggio di Vergina ove fu rinvenuta la tomba di Filippo II.